# Brániska
Brániska je přírodní památka severně od obce Plumlov v okrese Prostějov v údolí potoka Roudník. Oblast spravuje Krajský úřad Olomouckého kraje

## Předmět ochrany
Důvodem ochrany je travnatá step s řadou významných druhů.

## Fotogalerie

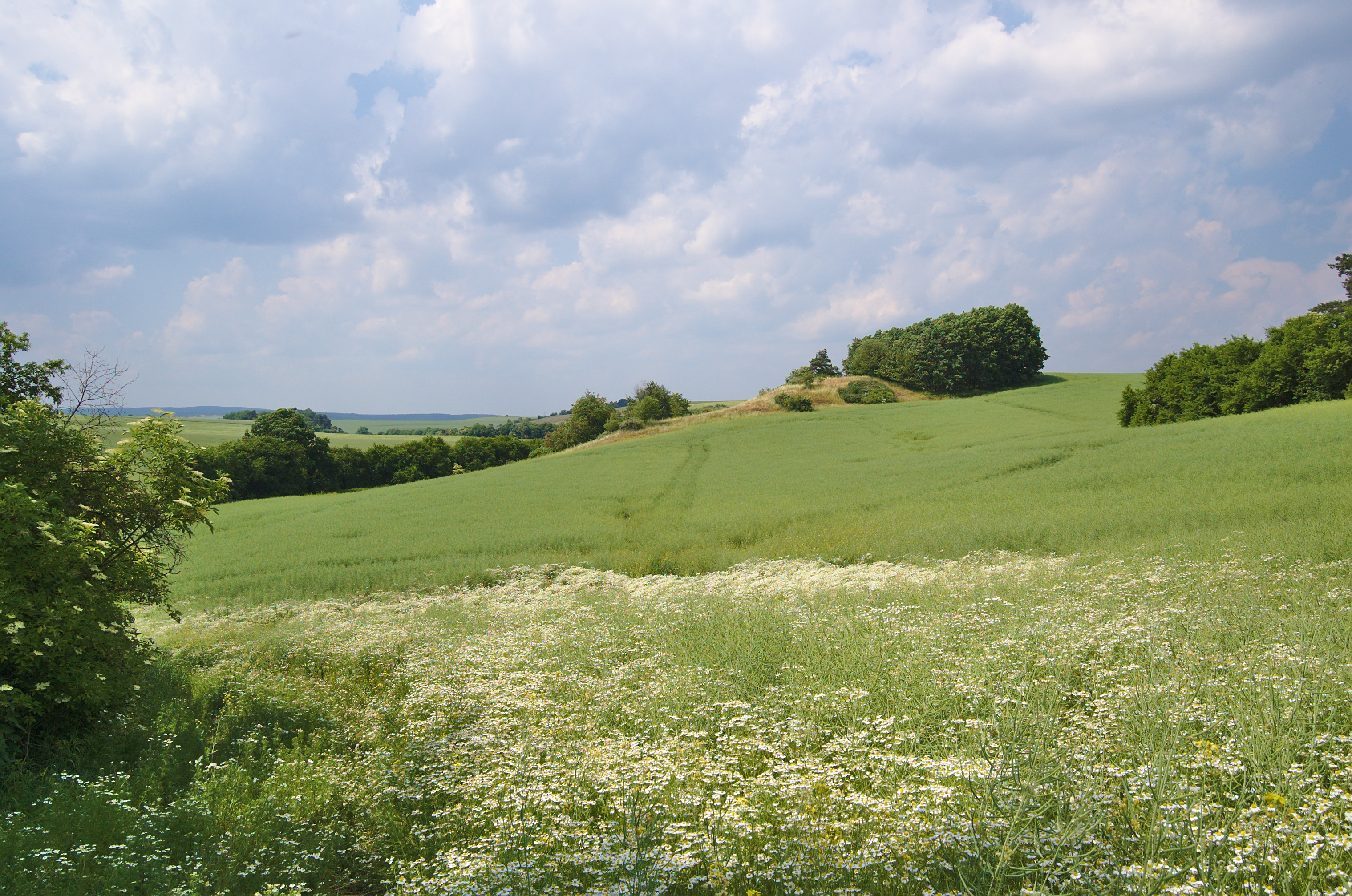
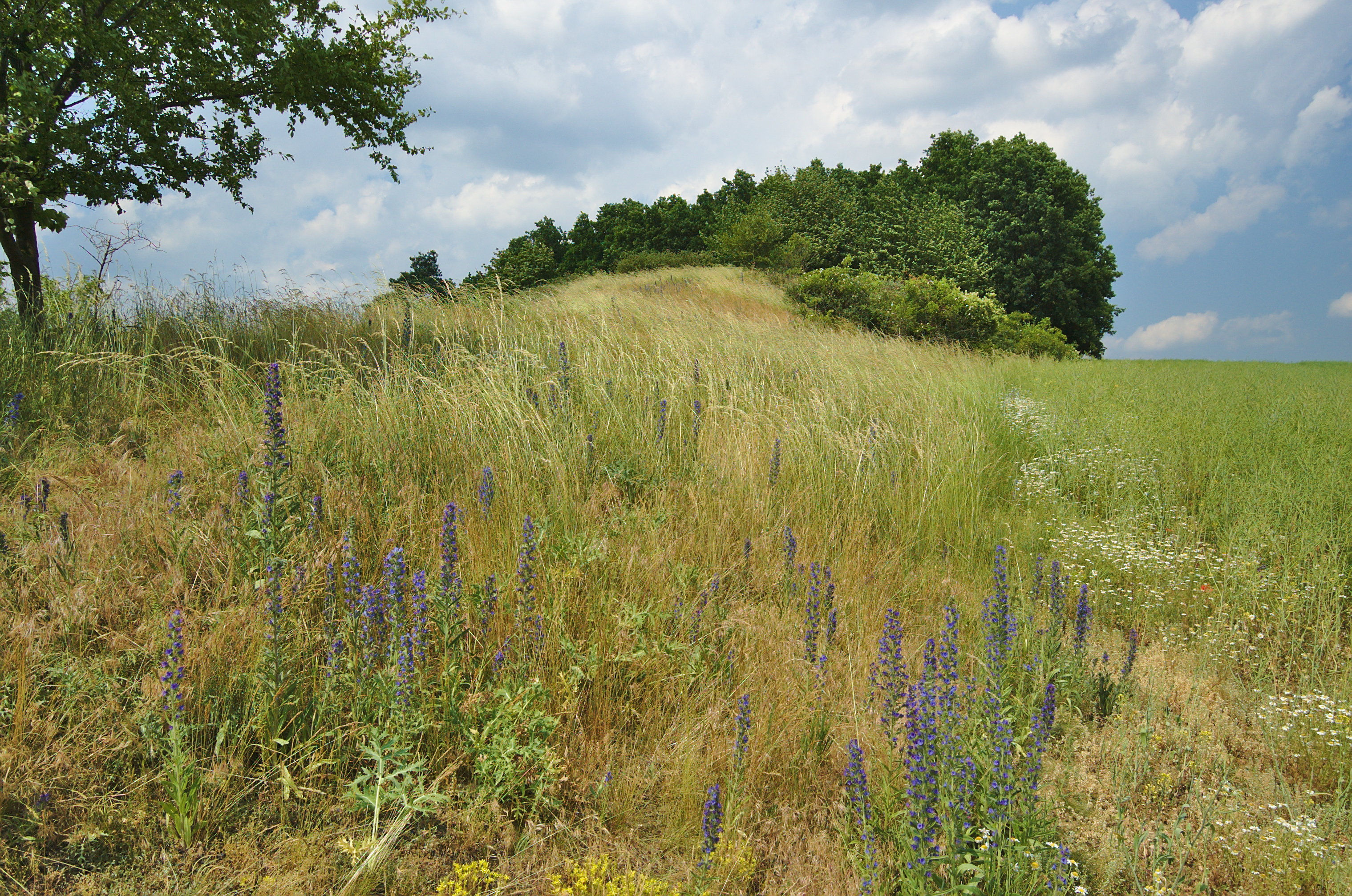
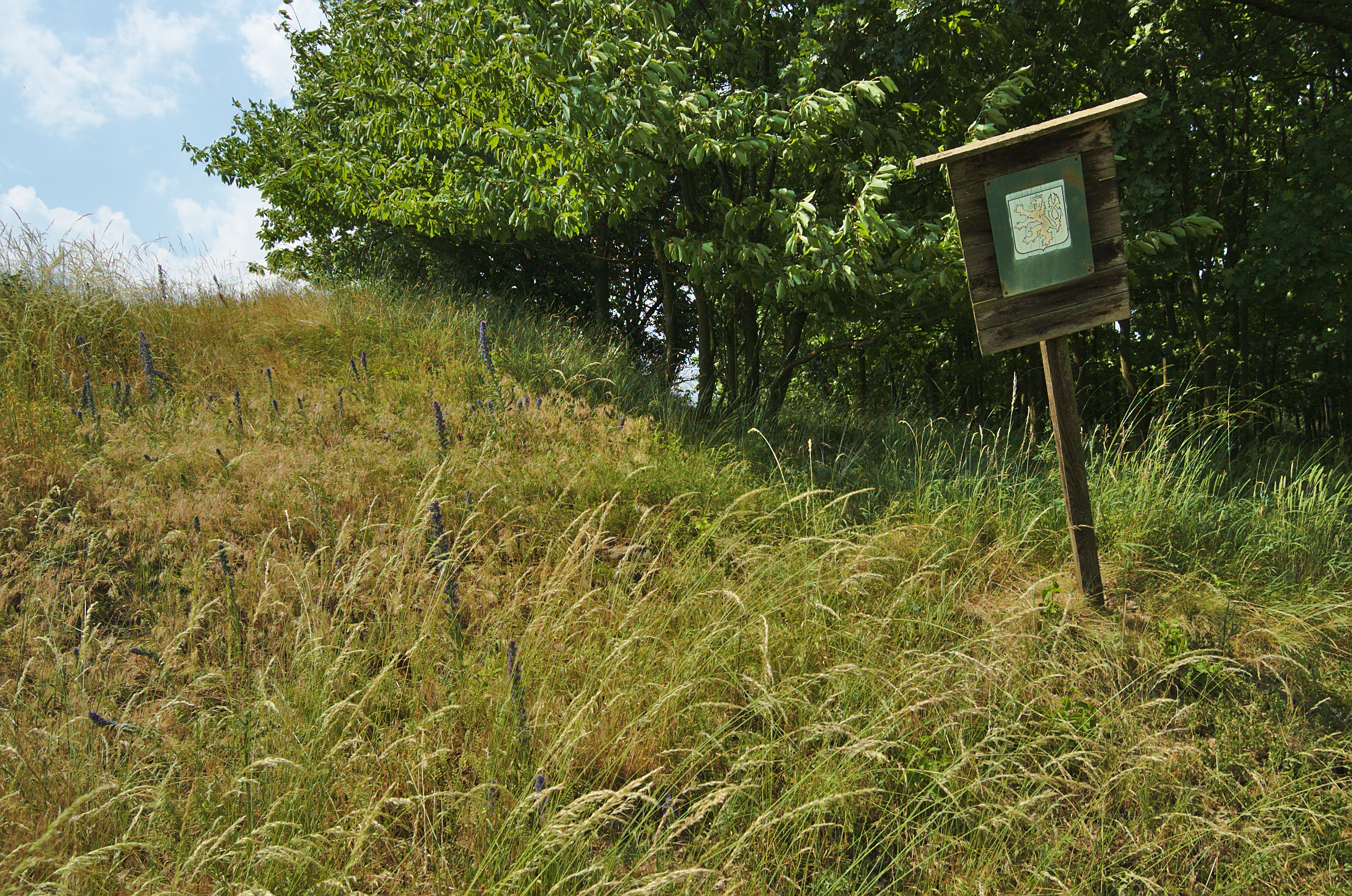
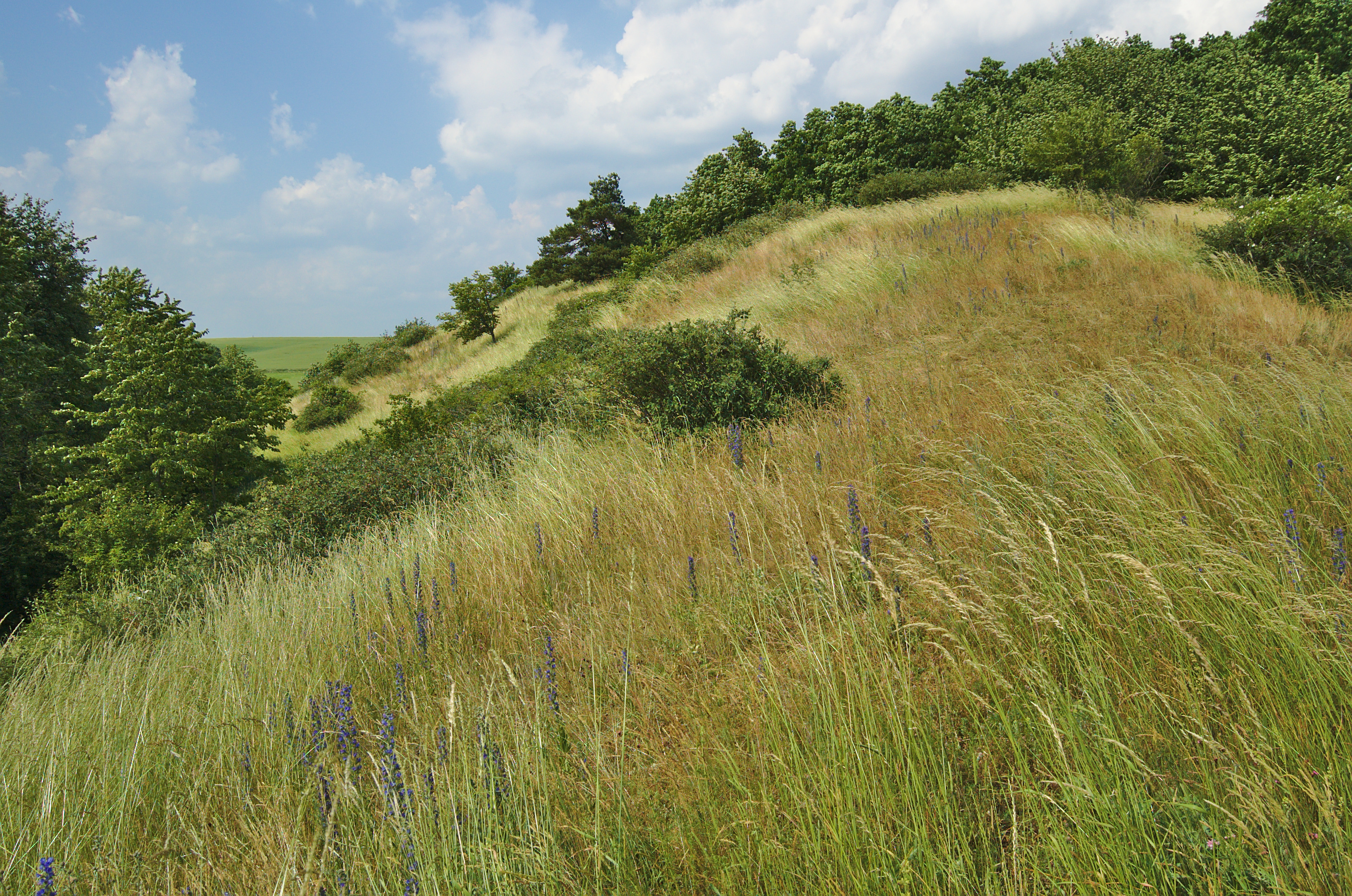
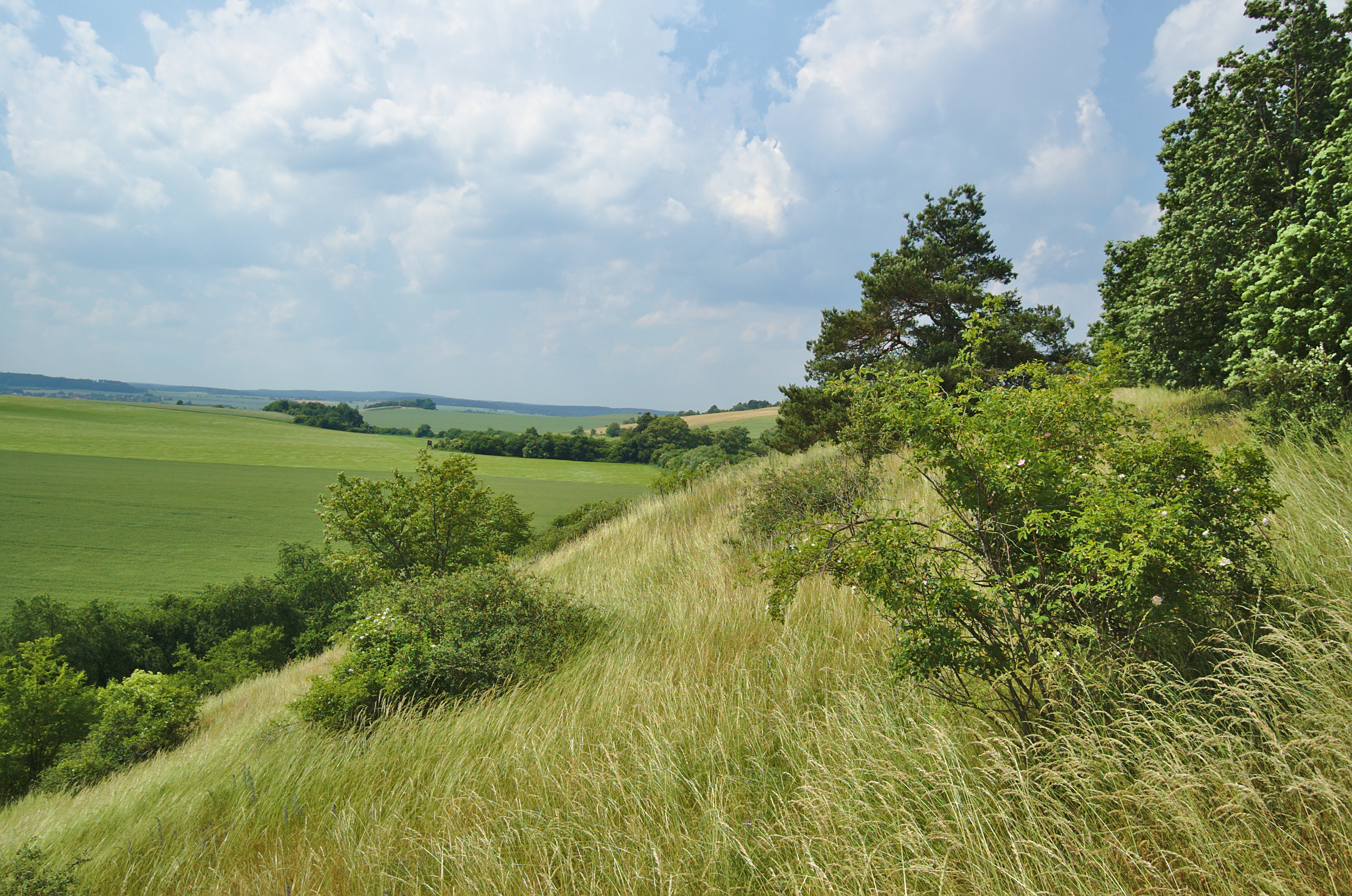
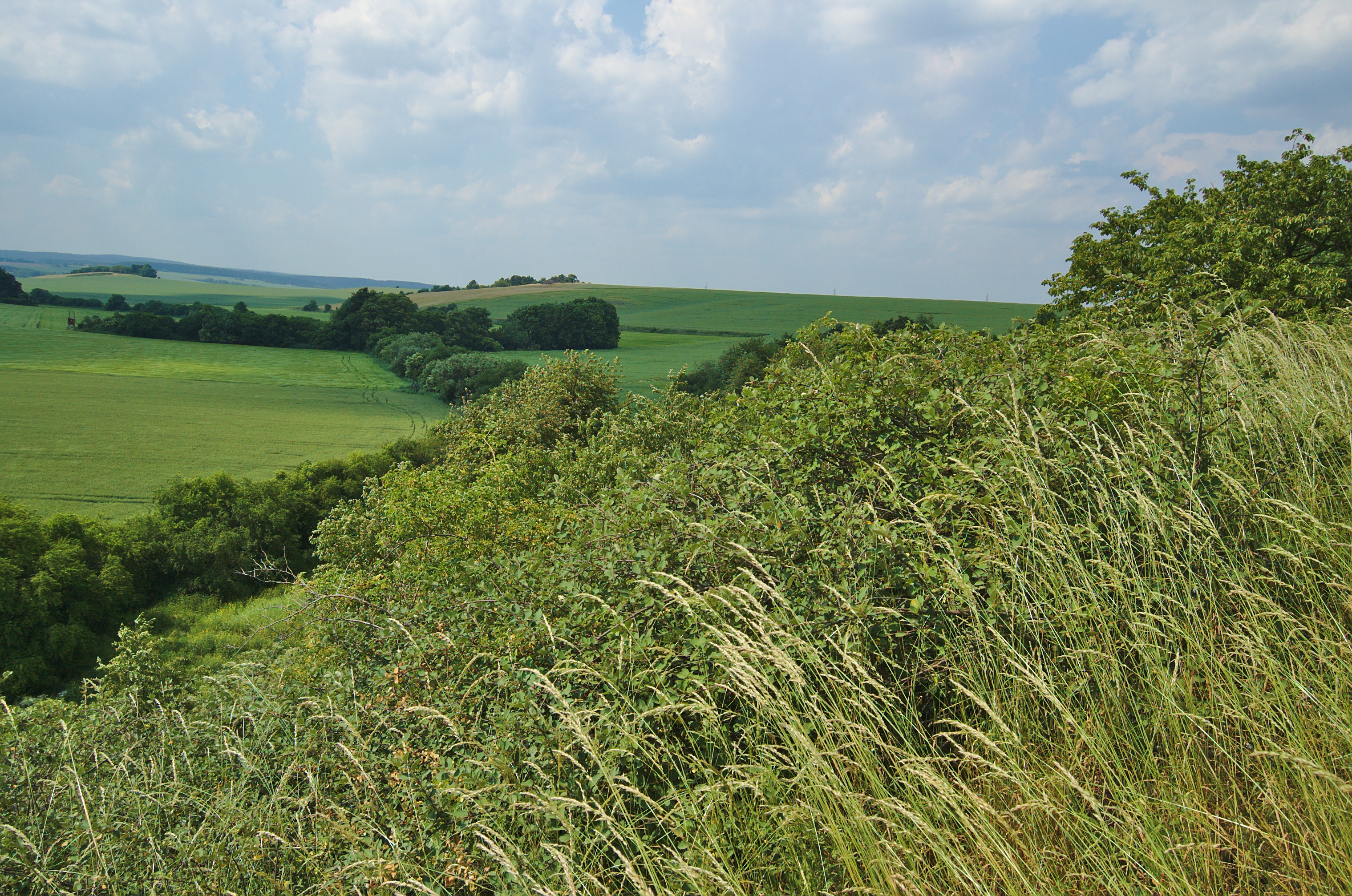
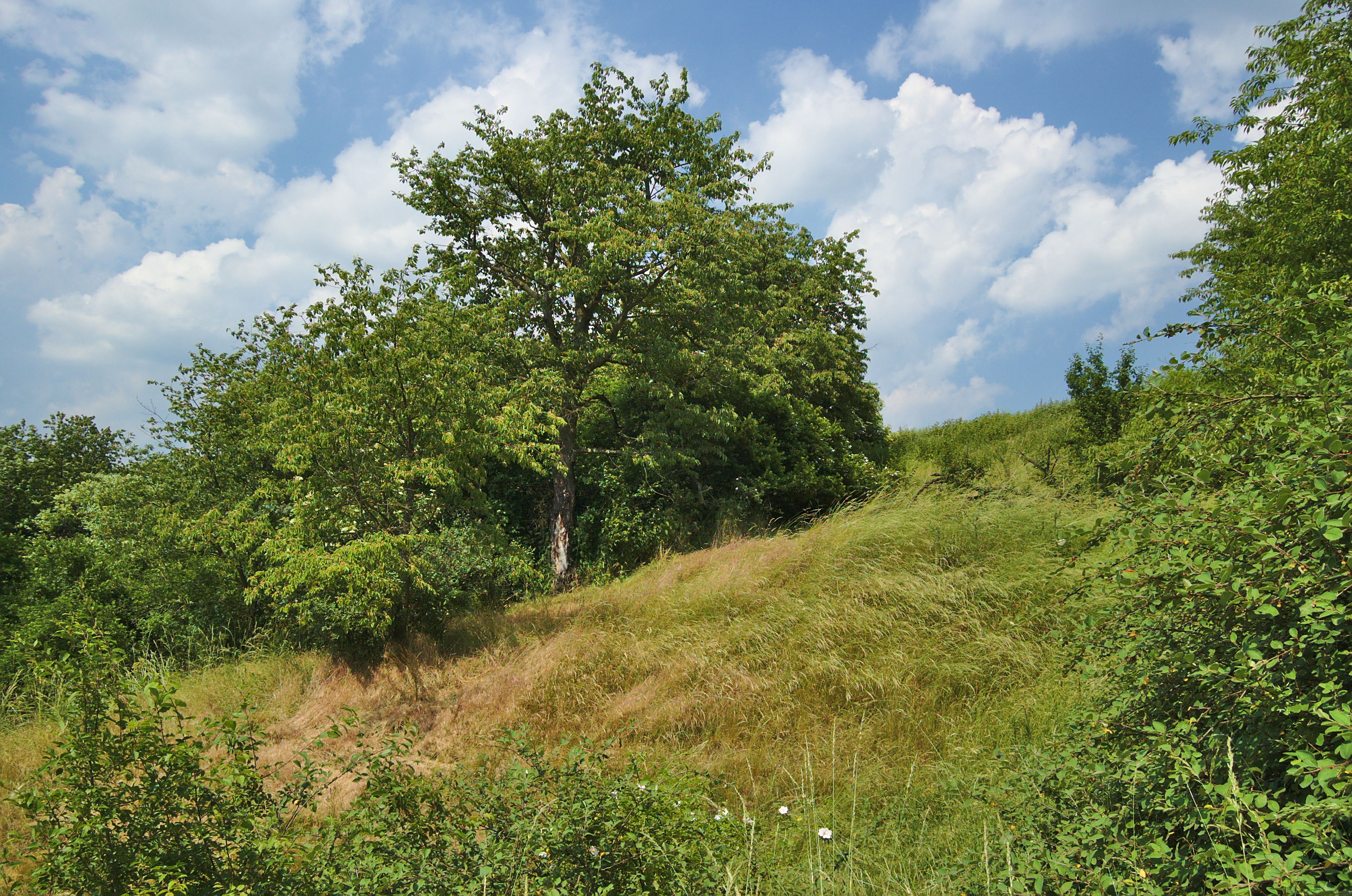